# Размерност на Минковски – Булиган
Размерността на Минковски – Булиган е начин, използван във фракталната геометрия за определяне на фракталната размерност на дадено множество {\displaystyle S} в определено евклидово пространство {\displaystyle \mathbb {R} ^{n}} или по-общо в определено метрично пространство {\displaystyle (X,d)}.
За да се определи размерността на даден фрактал {\displaystyle S}, той се представя като лежащ върху равноразмерна мрежа и се определя броят на клетки от мрежата, необходими да покрият множеството. Ако {\displaystyle N(\varepsilon )} е броят клетки с дължина на страната {\displaystyle \varepsilon }, необходима за покриването на множеството, размерността на Минковски – Булиган се дефинира като:
{\displaystyle \dim _{\text{box}}(S):=\lim _{\varepsilon \to 0}{\frac {\log N(\varepsilon )}{\log(1/\varepsilon )}}}.
По-непрецизно това означава, че размерността е експонентата {\displaystyle d}, за която {\displaystyle N(\varepsilon )\approx C\varepsilon ^{-d}}, което е очакваният резултат в тривиалния случай, когато {\displaystyle S} е гладко пространство (многообразие) с цяла размерност {\displaystyle d}.